# NGC 4097
NGC 4097 est une galaxie lenticulaire située dans la constellation de la Grande Ourse. NGC 4097 a été découverte par l'astronome germano-britannique William Herschel en 1785.

## Caractéristiques
Sa vitesse par rapport au fond diffus cosmologique est de 6 534 ± 18 km/s, ce qui correspond à une distance de Hubble de 96,4 ± 6,8 Mpc (∼314 millions d'al). 
À ce jour, une mesure non basée sur le décalage vers le rouge (redshift) donne une distance d'environ 74,800 Mpc (∼244 millions d'al). Cette valeur est à l'extérieur des valeurs de la distance de Hubble. Notons cependant que c'est avec la valeur moyenne des mesures indépendantes, lorsqu'elles existent, que la base de données NASA/IPAC calcule le diamètre d'une galaxie et qu'en conséquence le diamètre de NGC 4097 pourrait être d'environ 39,9 kpc (∼130 000 al) si on utilisait la distance de Hubble pour le calculer.